# Francis Lévy
Pas d'image ? Cliquez ici

a Compétitions nationales et continentales officielles uniquement.

b Matchs officiels uniquement.
Francis Lévy, né le 6 novembre 1930 à Vinça et mort le 31 janvier 2009 à Perpignan, est un joueur et entraîneur de rugby à XIII.
Il connaît plusieurs clubs au cours de sa carrière. Il joue pour le XIII Catalan avec lequel il remporte le Championnat de France en 1957 et en gagne un autre en 1960 avec Roanne. Il joue également le cours d'une saison au Celtic de Paris lors de la saison 1951-1952. Fort de ses performances en club, il est sélectionné à de huit reprises en équipe de France entre 1955 et 1957 et dispute la Coupe du monde 1957.
Après sa carrière sportive, il devient entraîneur et remporte avec Pia la Coupe de France en 1975.

## Biographie
Il participe à la tournée de l'équipe de France en Australie, en 1955, durant laquelle il est désigné vice-capitaine, et gagne deux tests, dont le dernier à Sydney, devant 62.458 spectateurs. À l'issue de ce match, il porte en triomphe sur ses épaules son capitaine Jacques Merquey pour un tour de piste mémorable.
Il est ensuite sélectionné en équipe de France pour la Coupe du monde 1957 avec ses coéquipiers Henri Delhoste et Robert Medus.

## Palmarès

### En tant que joueur
- Collectif :
  - Vainqueur du Championnat de France : 1957 (XIII Catalan) et 1960 (Roanne).
  - Finaliste de la Coupe de France : 1954 et 1957 (XIII Catalan).

### En tant qu'entraîneur
- Collectif :
  - Vainqueur de la Coupe de France : 1975 (Pia).